# クロヴィス・トルイユ
クロヴィス・トルイユ（Camille Clovis Trouille　1889年10月-1975年9月）はフランスの画家。
フランス、ピカルディー地方のラ・フェールに生まれる。1905年、アミアンの美術学校入学。第一次世界大戦に召集を受け、負傷する。除隊後はパリに行き、マネキン人形の制作に携わる。一時期、アンドレ・ブルトンらのシュルレアリストと交流した。
1931年の作品「追想」（Remembrance）が評判を呼んだ。これには犠牲となった兵士、勲章をばらまく裸の女性、女性の下着を付けた聖職者などが描かれており、エロティシズム、反宗教、反軍国主義などトルイユの好んで取り上げるモチーフが見られる挑発的な作品である。
1975年パリで死去。